# 丹地大樓
丹地大樓（英語：Dundee House）是目前丹地市議會的總部，在2011年8月啟用，用來取代舊的泰賽德大樓。大樓由赖克和哈爾建築師事務所（Reiach and Hall）設計，並贏得兩項著名建築獎項，包括英國皇家建築師協會的優秀建築獎。